# Mislav Bago
Mislav Bago (Zagreb, 13. rujna 1973. – Zagreb, 18. kolovoza 2022.) bio je hrvatski novinar.

## Životopis
Rođen je u Zagrebu 1973. godine. Njegov otac podrijetlom je iz Posušja, a majka mu je Zagrepčanka. Imao je mlađeg brata Zvonimira. Osnovnu školu završio je u Velikoj Gorici, a gimnaziju u Zagrebu, nakon čega upisuje Fakultet političkih znanosti u Zagrebu, na kojemu je i diplomirao. Započeo kao novinar/istraživač 1994. godine na HRT-u u redakciji TV Parlamenta. Godinu poslije radio je i priloge za redakcije informativnog programa i religijskog programa. Istodobno je pratio stranački život i Hrvatski sabor. Specijalizirao se u unutarnjoj politici za rad Vlade i Hrvatskog sabora. Od 1995. godine sudjelovao je u stvaranju svih izbornih emisija i aktivno pratio sve procese vezane uz izbore; 2001. godine bio je prvi put autor izbornog projekta, a nakon toga nastavio je taj posao iznimno uspješno raditi za sve izbore u Hrvatskoj. Bago je bio i urednik emisije Otvoreno od 2006. do 2008., a godinu poslije postaje urednik i novinar na Novoj TV. Bio je i potpredsjednik Hrvatskog novinarskog društva. 
Slovio je za jednog od najboljih hrvatskih novinara. O sebi privatno nije volio previše govoriti. Smatrao je da nema potrebe za time, da on nije nikakva zvijezda, nego novinar koji u medijima treba biti isključivo i jedino zbog svog posla.  Tijekom života se nije javno deklarirao kao gay osoba, ali je nakon smrti njegova homoseksualnost postala dio javne priče. U tome su doprinijeli neki novinari, koji su taj dio njegovog života javno obznanili. Međutim, i prema njihovim iskazima, Mislav Bago nije bježao od svoje seksualnosti. Bila je to javna tajna hrvatskog društva.
Sudjelovao od početka u svim važnim projektima informativnog programa, od predsjedničkih, parlamentarnih lokalnih izbora do izbora za Europski parlament. Pratio je sve velike događaje poput političkih afera ali i drugih događaja koji su uvelike utjecali na hrvatsko društvo, poplava u Slavoniji. Bio je poznat je po svom nepokolebljivom stavu i pitanjima kojima bi svoje sugovornike, često visokopozicionirane pojedince iz domaće politike, dovodio u vrlo nezgodne situacije. Godine 2006. organizirao je intervjue s Ivicom Račanom i Ivom Sanaderom, za koje je dobio nagradu Hrvatskog novinarskog društva. Mislav Bago je također začetnik tzv. "čeke" na Markovom trgu u Zagrebu. Novinari bi sačekivali političare i od njih grupno uzimali izjave. To je bio način na koji su se "lovile" izjave. Često jedini način da privedu oku javnosti ministra za kojeg se upravo otkrilo da je sumnjivo prenamijenio, pronevjerio, u sukobu interesa, zaposlio preko veze, dodijelio nabavu prijatelju iz školskih klupa, a i da kolege mu upitate za zdravlje.
Nagradu Marija Jurić Zagorka HND-a, Mislav Bago je dobio prvi put 1998. za najbolju reportažu, a 2003. i 2006. za najbolji intervju. Nagradu Novinar godine dobio je 2006. godine za seriju intervjua s bivšim premijerima Ivom Sanaderom i Ivicom Račanom. Godine 2013. dobio je regionalno priznanje od Europskog pokreta u Bosni i Hercegovini. Proglasili su ga regionalnim novinarom godine.
Mislav Bago je preminuo 18. kolovoza 2022. godine. Beživotno tijelo je nađeno to jutro u Martićevoj ulici u Zagrebu ispod stana u kojem je živio.

## Vanjske poveznice
- Život i karijera Mislava Bage kroz fotografije